# Podu Iloaiei

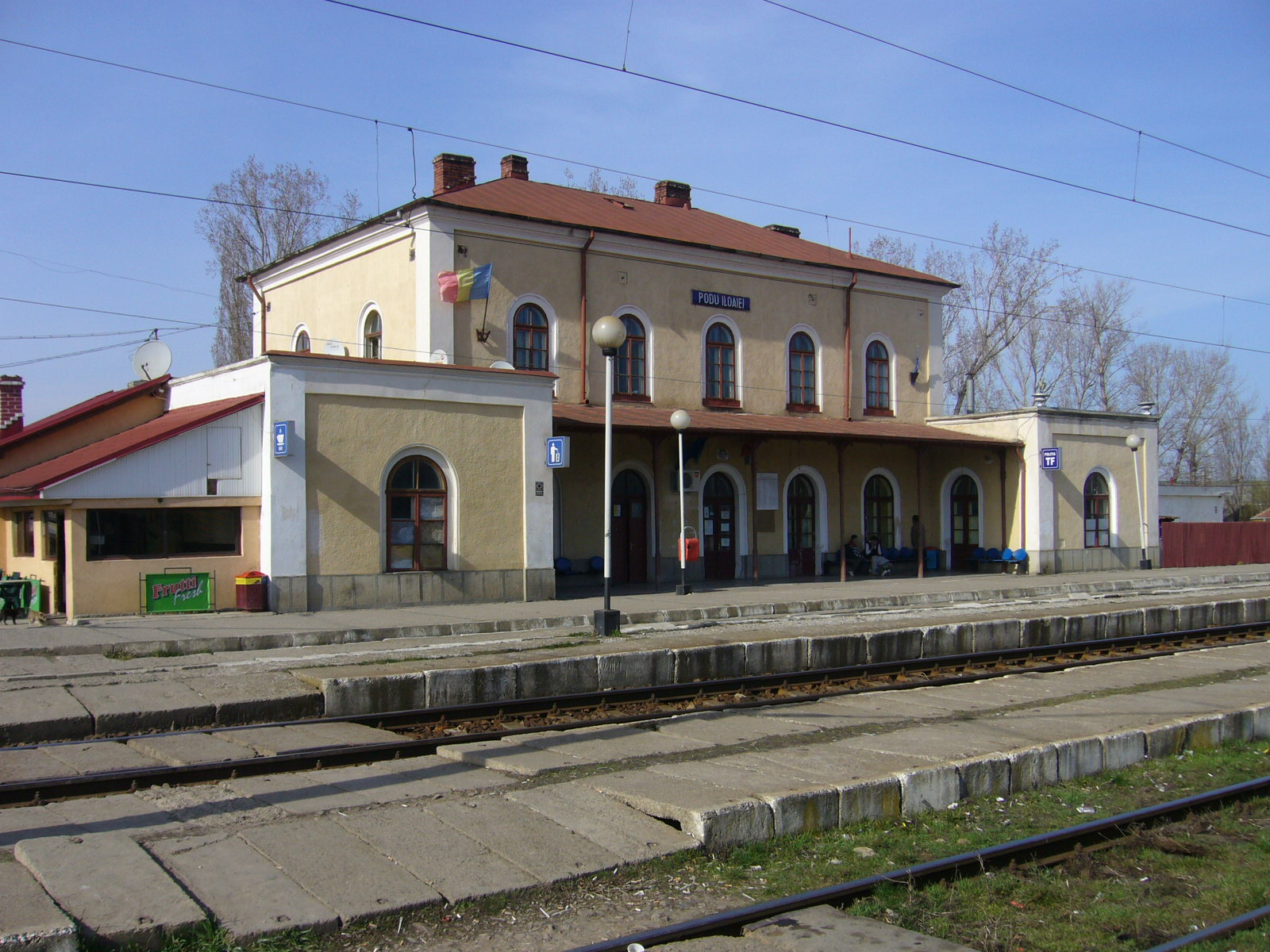
Bahnhof in Podu Iloaiei

Podu Iloaiei ist eine Kleinstadt im Kreis Iași in der Westmoldau in Rumänien.

## Lage
Podu Iloaiei liegt im Süden der Moldauebene (Câmpia Moldovei) an der Mündung des Baches Bahluieț in den Bahlui. Die Kreishauptstadt Iași befindet sich etwa 25 km östlich von Podu Iloaiei entfernt.

## Geschichte
Die erste urkundliche Erwähnung erfolgte 1646. Im Jahr 1653 fand hier eine Schlacht zwischen dem moldauischen Fürsten Vasile Lupu und seinem Nachfolger Gheorghe Ștefan statt. Nach einer Legende geht der Name der Stadt auf eine jüdische Gastwirtin Lea oder Lelioaia zurück, die hier eine Brücke (rumänisch Podu) über den Fluss Bahlui errichtet haben soll, um reisende Kundschaft anzulocken. Aus Podu Lelioaiei sei später Podu Iloaiei geworden. In der zweiten Hälfte des 18. und in der ersten Hälfte des 19. Jahrhunderts siedelten sich zahlreiche Juden im Ort an, die aus Polen, dem Baltikum, aus Bessarabien und aus Österreich-Ungarn kamen. 1823 verlieh der Herrscher der Moldau, Ioniță Sandu Sturdza, eine Reihe von Privilegien, die die Ansiedlung der Juden auf eine feste rechtliche Grundlage stellten. In der Folge wurde Podu Iloaiei ein Zentrum jüdischen Lebens in der Moldau. Nach der Machtübernahme durch Marschall Ion Antonescu und die faschistische Eiserne Garde sowie im Zusammenhang mit der Anwesenheit deutscher Truppen im Land begann eine Verfolgung der Juden durch rumänische Behörden. Im Juni 1941 brachte ein Zug Überlebende des Pogromes von Iași nach Podu Iloaiei. 1942 wurden die jüdischen Bewohner des Ortes deportiert. Nur wenige kehrten nach Kriegsende zurück; nahezu alle wanderten aus.  2005 wurde Podu Iloaiei zur Stadt erklärt. Der wichtigste Erwerbszweig ist die Landwirtschaft.

## Bevölkerung
1832 waren 252 der 570 Einwohner von Podu Iloaiei Juden. Diese stellten bereits 1845 die Bevölkerungsmehrheit (220 von 363 Familien). Trotz einer bedeutenden Auswanderungswelle nach Nordamerika zu Beginn des 20. Jahrhunderts stellten die Juden 1910 mit 1895 weiterhin etwa zwei Drittel der Bewohner. Noch 1941 lebten 1454 Juden in der Stadt, was jedoch nur noch einem reichlichen Drittel der Bevölkerung entsprach. 1947 – nach den Ereignissen des Zweiten Weltkrieges, der Verschleppung und Ermordung zahlreicher Juden im Holocaust und einer neuen Auswanderungsbewegung in die USA und nach Palästina – wurden nur noch 300 Juden registriert. Bei der Volkszählung 2002 lebten in der Stadt 9739 Personen, davon 7175 in der eigentlichen Stadt und 2564 in den eingemeindeten Ortschaften. 9249 waren Rumänen und 487 Roma. Juden gab es nicht mehr.

## Verkehr
Podu Iloaiei liegt an der 1870 in Betrieb gegangenen Bahnstrecke Pașcani–Iași, die heute elektrifiziert ist. In der Stadt halten nur Nahverkehrszüge. Von hier führt eine Nebenbahn nach Hârlău. Durch Podu Iloaiei verläuft die Nationalstraße 28, die hier Teil der Europastraße 58 und der E 583 ist.

## Sehenswürdigkeiten
Die Synagogen existieren nicht mehr. Teilweise erhalten ist der jüdische Friedhof; die  ältesten Grabsteine stammen von 1829. Als Baudenkmäler sind eine alte Gastwirtschaft (1830) und der Bahnhof (1870) ausgewiesen.

## Persönlichkeiten
- Sabetai Unguru (1931–2024), israelischer Wissenschafts- und Mathematikhistoriker